# José Antonio García Calvo
José Antonio García Calvo (ur. 1 kwietnia 1975 w Madrycie) – hiszpański piłkarz występujący na pozycji środkowego obrońcy.

## Kariera klubowa
José García Calvo jest wychowankiem Realu Madryt. W sezonie 1994/1995 reprezentował barwy Realu Madryt Castilla, natomiast na kolejne rozgrywki został włączony do kadry pierwszego zespołu "Królewskich". Hiszpan rozegrał dla niego szesnaście ligowych meczów, po czym latem 1997 roku podpisał kontrakt z Realem Valladolid. W nowej drużynie García Calvo od razu wywalczył sobie miejsce w podstawowej jedenastce i w debiutanckim sezonie wystąpił w 33 spotkaniach Primera División. Na Estadio José Zorila hiszpański obrońca grał przez cztery sezony, w trakcie których wziął udział w 128 ligowych pojedynkach.
Następnie wychowanek Realu Madryt odszedł do Atlético Madryt, w barwach którego zadebiutował 26 sierpnia 2001 roku w wygranym 2:0 meczu Segunda División przeciwko Realowi Jaén. W nowym klubie Hiszpan spędził pięć sezonów. W pierwszym z nich stworzył linię obrony razem z Carlosem Aguilerą, Armando oraz Mirsadem Hibicem. Następnie o miejsce w składzie przyszło mu rywalizować między innymi z takimi piłkarzami jak Cosmin Contra, Fabricio Coloccini, Sergi Barjuán, Antonio López, Luis Perea oraz Pablo Ibáñez.
Z roku na rok García Calvo coraz rzadziej grywał w wyjściowej jedenastce Atlético, po czym latem 2006 roku postanowił powrócił do Realu Valladolid. W sezonie 2006/2007 wziął udział tylko w piętnastu ligowych spotkaniach, jednak w kolejnych rozgrywkach był już podstawowym graczem swojego zespołu. Latem 2009 zakończył karierę piłkarską.

## Kariera reprezentacyjna
W reprezentacji Hiszpanii García Calvo zadebiutował 21 sierpnia 2002 roku w zremisowanym 1:1 towarzyskim meczu z Węgrami. Łącznie dla drużyny narodowej rozegrał trzy mecze – wszystkie w 2002 roku za kadencji Iñakiego Sáeza.